# Наваррете, Мартин Фернандес де
Мартин Теодоро Фернандес де Наваррете и Хименес де Тихада (исп. Martín Fernández de Navarrete; 8 ноября 1765, Абалос — 8 октября 1844, Мадрид) — испанский историк, моряк, научный писатель.

## Биография
Происходил из знатной семьи. Изучал латинскую грамматику в Калаорре, учился также в дворянской семинарии в Вергаре (исп. Seminario de Nobles de Vergara). В 1780 году поступил на службу в военно-морской флот, в 1782 году принял боевое крещение и был повышен в звании до энсина. 
С 1789 года по заданию Морского министерства собирал материалы для военно-морской истории Испании, провёл большую работу в испанских и португальских архивах. Во время войны с Францией вернулся к действительной службе, дослужился до капитана. Затем работал в Морском министерстве помощником министра и гидрографом. 
В 1808 году, когда в страну вторглись французы, ушёл со службы и удалился в Андалузию. После поражения Наполеона обвинялся в сотрудничестве с французами, хотя отрицал это, и был приговорён к изгнанию; на родину смог вернуться в 1824 году; занимал различные должности, в том числе был членом Королевского совета Испанских Индий (исп. Consejo Real de España e Indias) и с 1824 года директором Гидрографического института. В 1837 году был избран сенатором.
С 1791 года состоял в Мадридском экономическом обществе друзей отечества, с 1800 года был членом Испанской исторической академии, которую возглавил после возвращения на родину в 1824 году. Был пожизненным библиотекарем Испанской королевской академии, а также членом целого ряда иностранных обществ. 
Считался крупнейшим военно-морским историком Испании своего времени. Главный труд Hаваррете — «Собрание путешествий и открытий, совершённых испанцами с конца XV века» (исп. Colleccion de los viajes у descubrimientos, que hicieron los Españoles desde el fin del siglo XV), изданное в 1825—1837 годах в Мадриде. Он издал также биографию Сервантеса (1819), считавшуюся одной из лучших биографий писателя. После его смерти были напечатаны Disertacion sobre la historia de la nautica (Мадрид, 1846) и Biblioteca maritima Española (Мадрид, 1851).